# Episyrphus balteatus
Episyrphus balteatus е вид насекомо от семейство Сирфидни мухи (Syrphidae), широко разпространен по целия свят. Има сравнително малки размери – 9-12 mm дължина. Както повечето сирфидни мухи, наподобява на външен вид по-опасни насекоми, като осите, макар че е напълно безобидна. Друга особеност, характерна за повечето представители на семейството, е, че мъжките се различават лесно от женските по очите, които се допират едно до друго в горната част на главата.
Episyrphus balteatus може да се види през цялата година в различни места, включително градски паркове. Тя често търси цветен прашец и нектар в цветовете на растенията, като е един от малкото видове мухи, които могат да разтрошават прашеца и да се хранят с него. Понякога образува гъсти миграционни рояци, които могат да предизвикат паника сред хората, поради външната прилика на тази муха с осите. Ларвите са пълзящи и се хранят с листни въшки, поради което Episyrphus balteatus се използва като биологичен агент, главно в оранжериите.